# Gorete Semedo
Gorete Borges Tavares Semedo (née le 5 octobre 1996 à São Tomé et Príncipe) est une sprinteuse santoméenne.

## Carrière
Après avoir remporté des compétitions à l'école et encouragée par son professeur d'éducation physique à se lancer dans la course à pied, elle entame une formation professionnelle en 2012.
Gorete Semedo a sa première expérience aux championnats internationaux aux Jeux de la Lusophonie 2014 à Goa, en Inde, où elle est éliminée au premier tour du 100 mètres en 12 s 88. L'année suivante, elle participe pour la première fois aux Jeux Africains à Brazzaville et est éliminée avec un temps de 12 s 62. Aux Championnats du monde 2017 à Londres, elle ne réussit pas à se qualifier pour la série suivante avec un temps de 12 s 46 (septième place de sa série, 42e sur 47 participantes).
En 2019, elle émigre au Portugal avec une bourse olympique au Centre portugais de performance d'athlétisme (CAR) de Jamor, puis rejoint le club d'athlétisme de Fátima, où elle enregistre ses premiers succès au Portugal sur 60, 100, 200 et 400 mètres. Ensuite elle déménage à Benfica Lisbonne.
Elle participe à nouveau aux Jeux Africains à Rabat et est disqualifiée en demi-finale du 100 mètres, tandis qu'elle est éliminée au tour préliminaire du 200 mètres en 24 s 50. Elle enchaîne avec les championnats du monde à Doha où, aux  100 mètres, elle est dernière de sa série et 44e des 48 participantes avec un temps de 12 s 17.
En 2023, grâce à une wildcard, elle est présente aux Championnats du monde à Budapest et est éliminée dans les séries de l'épreuve du 200 mètres avec 23 s 69 (42e des 45 participantes).
Aux Athlétisme aux Jeux africains de 2023 à Accra, en mars 2024, elle est éliminée en demi-finale sur 100 mètres avec 11 s 73 et aux 200 mètres avec 24 s 10. En mai, aux Championnats ibéro-américains de Cuiabá, elle prend la cinquième place au 100 mètres en 11 s 35 et la huitième au 200 mètres en 23 s 80. Elle est éliminée en demi-finale sur 100 et 200 mètres aux Championnats d'Afrique à Douala avec respectivement 12 s 05 et 23 s 77.
Sao Tomé-et-Principe reçoit un quota au nom de l'universalité aux Jeux olympiques d'été de 2024 à Paris pour le 100 mètres féminin. Elle est le porte-drapeau féminin du pays à la cérémonie d'ouverture. Elle remporte sa série du tour préliminaire avec un temps de 11 s 44 puis est éliminée au premier tour en étant sixième de sa série avec un temps de 11 s 43. Elle est également le porte-drapeau féminin du pays à la cérémonie de clôture.

## Meilleurs temps personnels
- 100 mètres : 11 s 31 (+1,2 m/s), 10 juin 2022 à Lisbonne (record national)
  - 60 mètres (en salle) : 7 s 33, le 16 janvier 2022 à Lisbonne (record national)
- 200 mètres : 23 s 19 (+1,7 m/s), le 18 mai 2024 à Lisbonne (record national)
  - 200 mètres (en salle) : 23 s 74, le 27 février 2022 à Pombal (record national)
- 400 mètres : 53 s 48, 25 mai 2022 à Huelva (record national)
  - 400 mètres (en salle) : 53 s 70, 26 février 2022 à Pombal (record national)